# جديع بن علي الكرماني
جديع بن علي الكرماني (129هـ - 747م ). (جُدَيع) بضم الجيم وفتح الدال. سميَّ بالكرماني نسبة إلى مدينة كرمان، كان من رُؤوس الأزد، أقام بخراسان، كان أحد دهاة خراسان، خرج على نصر بن سيار فوجَّه إليه نصر ثلاث مئة فارس فقتلوه في الرحبة.
ترجم له الزركلي في الأعلام قائلاً: «جديع بن علي الأزدي المعنيّ: شيخ خراسان وفارسها في عصره، وأحد الدهاة الرؤساء.
ولد بكرمان. وإليها نسبته، وأقام في خراسان إلى أن وليها نصر بن سيار».

## نسبه
هو جديع بن علي بن شبيب بن عامر بن براري بن صنيم بن مليح بن شرطان بن معن بن مالك بن فهم بن غَنْم بن دوس الأزدي .

## مقتله
أقبل أبو مسلم حتى نزل بين خندق الكرماني، وخندق نصر، وهابه الفريقان، وبعث إلى الكرماني إني معك، فانضم الكرماني إليه، فاشتد ذلك على نصر بن سيار، فأرسل على الكرماني ويحك لا تغتر!، فوالله إني لخائف عليك وعلى أصحابك منه، فدخل مرو ونكتب كتابا بين بالصلح، وهو يريد أن يفرق بينه وبين أبي مسلم، فدخل الكرماني منزله، وأقام ابو مسلم في العسكر، وخرج الكرماني حتى وقف في الرحبة في مائة فارس وعليه قرطق، وأرسل إلى نصر: أخرج لنكتب بيننا ذلك الكتاب، فأبصر نصر منه غرة، فوجه إليه ابن الحارث بن سريج في نحو من ثلاثمائة فارس في الرحبة، فالتقوا بها طويلا، ثم إن الكرماني طعن في خاصرته، فخرَّ عن دابته، وحماه أصحابه حتى جاءهم ما لا قبل لهم به، فقتل نصر بن سيار الكرماني وصلبه.